# Allana Slater
Allana Slater, (Perth, 3 de abril de 1984) é uma ex-ginasta australiana que competiu em provas de ginástica artística. 
Allana representou a equipe australiana em duas edições olímpicas: nos Jogos Olímpicos de Sydney, em 2000, somou 37,511 pontos e encerrou 16ª colocada no evento geral individual. Quatro anos mais tarde, nos Jogos Olímpicos de Atenas, fora a três finais: por equipes, encerrou na oitava e última colocação, em prova vencida pelas romenas; no individual geral, atingiu a décima colocação, a norte-americana Carly Patterson fora a campeã do evento; em sua última final, a trave de equilíbrio, cometeu erros em sua série, somou 8,750, e encerrou novamente na oitava colocação. A romena Catalina Ponor conquistou o ouro.